# 民胞物与
民胞物与，语出宋代张载《正蒙·乾称》中《西铭》一文：“民吾同胞，物吾与也。”认为人和万物都是天地所生，所有人类都是亲兄弟，万物都是人类的朋友。

## 评论
- 杨荣国主编《简明中国哲学史》：“这实质上是阶级调和思想。”“尽管表现出对人民寄以某些同情，但整个来说，还是属于封建思想体系。”[1]